# Dan McGillis
Daniel Stewart McGillis (ur. 1 lipca 1972 w Hawkesbury) – kanadyjski zawodowy hokeista na lodzie. Dziewięć sezonów spędził w National Hockey League (NHL) grając dla Edmonton Oilers, Philadelphia Flyers, San Jose Sharks, Boston Bruins i New Jersey Devils. Przez trzy ostatnie lata kariery grał w Adler Mannheim w niemieckiej Deutsche Eishockey Liga (DEL).

## Kariera
McGillis został wybrany przez Detroit Red Wings w 10. rundzie z 238. numerem podczas NHL Entry Draft 1992. Po drafcie zdecydował się kontynuować grę na poziomie uniwersyteckim na Northeastern University w Bostonie. W ciągu 4 lat dwukrotnie został wybrany do pierwszej drużyny Hockey East All-Star (1995 i 1996) i pierwszej drużyny NCAA East All-American w 1996 roku.
Na początku seniorskiego sezonu McGillis został zamieniony za Kirka Maltby'ego z Edmonton Oilers. Po studiach dołączył do drużyny Nafciarzy w sezonie 1996–97, w którym zagrał 73 mecze, zdobywając w nich 22 punkty. W następnych rozgrywkach zdołał uzyskać 25 punktów w 67 spotkaniach nim został oddany do Philadelphia Flyers. Pojawił się w 13 meczach w barwach Flyers, zdobywając w nich 6 punktów.
Rekordowe 49 punktów McGillis zdobył w sezonie 2000-01 sezonu i wygrał Trofeum Barry'ego Ashbeego dla najlepszego obrońcy Flyers. W sezonie 2002-03 występował w 3 różnych zespołach. Rozgrywki zaczął z Flyers, by następnie przenieść się do San Jose Sharks. Zaledwie po 37 meczach z Rekinami McGillis znowu musiał się przeprowadzić, tym razem do Boston Bruins. W sezonie 2003-04 dla Niedźwiedzi zdobył 28 punktów w 80 meczach.
Po lokaucie w sezonie 2004–05 McGillis podpisał kontrakt z New Jersey Devils. Zagrał tylko 27 spotkań w zespole z New Jersey w trakcie 2005-06, by zostać odesłanym do podległej Devils drużyny Albany River Rats. McGillis po raz pierwszy w karierze został zdegradowany do drużyny z minor league. Powodem były problemy z przekroczeniem salary cap w zespole z New Jersey, a McGillis już nigdy nie zagrał w NHL. Sezon 2006–07 w całości spędził z nową filią drużyny, Lowell Devils, zdobywając w jej barwach 41 punktów w 68 meczach.
20 września 2007 McGillis przyjął zaproszenie Vancouver Canucks na udział w obozie treningowym. Został zwolniony 1 października. Następnie podpisał kontrakt z Adler Mannheim z niemieckiej Deutsche Eishockey Liga. 7 kwietnia 2009 Orły z Mannheim
poinformowały o zakończeniu współpracy z McGillisem.

## Statystyki

### Sezon zasadniczy i play-off
M = rozegrane mecze; G = Gole; A = asysty; Pkt = punkty; Min = minuty na ławce kar
| 1989–90    | Hawkesbury Hawks     | CJHL       | 55  | 2  | 1   | 3   | 52  | —  | — | —  | —  | —  |
| 1990–91    | Hawkesbury Hawks     | CJHL       | 56  | 8  | 22  | 30  | 92  | —  | — | —  | —  | —  |
| 1991–92    | Hawkesbury Hawks     | CJHL       | 36  | 5  | 19  | 24  | 106 | —  | — | —  | —  | —  |
| 1992–93    | Northeastern Huskies | HE         | 35  | 5  | 12  | 17  | 42  | —  | — | —  | —  | —  |
| 1993–94    | Northeastern Huskies | HE         | 38  | 4  | 25  | 29  | 82  | —  | — | —  | —  | —  |
| 1994–95    | Northeastern Huskies | HE         | 34  | 9  | 22  | 31  | 70  | —  | — | —  | —  | —  |
| 1995–96    | Northeastern Huskies | HE         | 34  | 12 | 24  | 36  | 50  | —  | — | —  | —  | —  |
| 1996–97    | Edmonton Oilers      | NHL        | 73  | 6  | 16  | 22  | 52  | 12 | 0 | 5  | 5  | 24 |
| 1997–98    | Edmonton Oilers      | NHL        | 67  | 10 | 15  | 25  | 74  | —  | — | —  | —  | —  |
| 1997–98    | Philadelphia Flyers  | NHL        | 13  | 1  | 5   | 6   | 35  | 5  | 1 | 2  | 3  | 10 |
| 1998–99    | Philadelphia Flyers  | NHL        | 78  | 8  | 37  | 45  | 61  | 6  | 0 | 1  | 1  | 12 |
| 1999–00    | Philadelphia Flyers  | NHL        | 68  | 4  | 14  | 18  | 55  | 18 | 2 | 6  | 8  | 12 |
| 2000–01    | Philadelphia Flyers  | NHL        | 82  | 14 | 35  | 49  | 86  | 6  | 1 | 0  | 1  | 6  |
| 2001–02    | Philadelphia Flyers  | NHL        | 75  | 5  | 14  | 19  | 46  | 5  | 1 | 0  | 1  | 8  |
| 2002–03    | Philadelphia Flyers  | NHL        | 24  | 0  | 3   | 3   | 20  | —  | — | —  | —  | —  |
| 2002–03    | San Jose Sharks      | NHL        | 37  | 3  | 13  | 16  | 30  | —  | — | —  | —  | —  |
| 2002–03    | Boston Bruins        | NHL        | 10  | 0  | 1   | 1   | 10  | 5  | 3 | 0  | 3  | 2  |
| 2003–04    | Boston Bruins        | NHL        | 80  | 5  | 23  | 28  | 65  | 7  | 0 | 0  | 0  | 2  |
| 2005–06    | New Jersey Devils    | NHL        | 27  | 0  | 6   | 6   | 36  | —  | — | —  | —  | —  |
| 2005–06    | Albany River Rats    | AHL        | 40  | 7  | 18  | 25  | 57  | —  | — | —  | —  | —  |
| 2006–07    | Lowell Devils        | AHL        | 68  | 10 | 31  | 41  | 62  | —  | — | —  | —  | —  |
| 2007–08    | Adler Mannheim       | DEL        | 41  | 3  | 8   | 11  | 108 | 5  | 0 | 0  | 0  | 8  |
| 2008–09    | Adler Mannheim       | DEL        | 47  | 3  | 16  | 19  | 88  | 9  | 2 | 3  | 5  | 12 |
| 2009–10    | Adler Mannheim       | DEL        | 14  | 2  | 2   | 4   | 47  | 2  | 0 | 0  | 0  | 0  |
| NHL razem  | NHL razem            | NHL razem  | 634 | 56 | 182 | 238 | 570 | 64 | 8 | 14 | 22 | 76 |
| CJHL razem | CJHL razem           | CJHL razem | 147 | 15 | 42  | 57  | 250 | —  | — | —  | —  | —  |
| HE razem   | HE razem             | HE razem   | 141 | 30 | 83  | 113 | 244 | —  | — | —  | —  | —  |
| AHL razem  | AHL razem            | AHL razem  | 108 | 17 | 49  | 66  | 119 | —  | — | —  | —  | —  |
| DEL razem  | DEL razem            | DEL razem  | 102 | 8  | 26  | 34  | 243 | 16 | 2 | 3  | 5  | 20 |

### Międzynarodowe
| Rok              | Zespół           | Turniej          | M | G | A | Pkt | Kary |
| ---------------- | ---------------- | ---------------- | - | - | - | --- | ---- |
| 2002             | Kanada           | MŚ               | 5 | 0 | 1 | 1   | 2    |
| Seniorskie razem | Seniorskie razem | Seniorskie razem | 5 | 0 | 1 | 1   | 2    |

## Osiągnięcia
| Nagroda                           | Rok               |
| --------------------------------- | ----------------- |
| All-Hockey East Rookie Team       | 1992-93           |
| All-Hockey East All-Star          | 1994–95 i 1995-96 |
| AHCA East First-Team All-American | 1995-96           |
| DEL All-Star Game                 | 2008-09           |